# 코너 오버스트
코너 오버스트(Conor Oberst, 1980년 2월 5일 ~ )는 미국의 싱어송라이터이다.